# 优素福·本·塔什芬
优素福·本·塔什芬·纳赛尔丁·本·塔拉卡金·桑哈吉（羅馬化：Yūsuf ibn Tāshfīn Naṣr al-Dīn ibn Tālākakīn al-Ṣanhājī；？—1106年），11世纪北非桑哈贾柏柏尔人领袖，穆拉比特王朝埃米尔，1061年至1106年在位，被稱為「塔什芬大帝」，是穆斯林在伊比利亚半島的「護教英雄」。
优素福继承了堂弟阿布-贝克尔·本·奥马尔的征服事业，是穆拉比特王朝第一位统治全摩洛哥地区的君主，也是都城马拉喀什的建立者之一。他还应安达卢斯王公邀请进军伊比利亚半岛，在1086年聲名遠播的萨拉卡战役中，大败阿方索六世的基督教军队，最终将穆拉比特王朝的疆土扩张到安达卢斯，在当地建立直接统治，也恢復了穆斯林在伊比利亚半島的強勢地位。他颇为信赖妻子宰纳布，据信宰纳布堪称穆拉比特王朝的共治者。
优素福令穆拉比特王朝的国力达到极盛，成为穆斯林世界西端的霸权。他至今被视为摩洛哥历史上最伟大的统治者之一。

## 掌权
优素福·本·塔什芬来自拉姆图纳部落的图尔古特氏族（Banu Turgut），属桑哈贾柏柏尔人。中世纪时期的穆斯林学者将也门的希木叶尔王国和桑哈贾部落联系在一起，将一些神话和半神话的前伊斯兰时代君主和桑哈贾部落的祖先建立关联。例如学者伊本·阿拉比会在优素福的姓名后加缀族名“希木叶里”（al-Himyari）。现代学界否认此说法，视之为臆想。
阿布-贝克尔·本·奥马尔自1056年起担任拉姆图纳部落的领袖。阿布-贝克尔及其兄弟叶海亚皆为马立克派神学家阿卜杜拉·本·亚辛的长期追随者。叶海亚最初是辅佐阿卜杜拉·本·亚辛的军事统帅，二人致力于统一桑哈贾部落，传播伊斯兰教正统教义，是为穆拉比特运动的开端。1056年，叶海亚在和戈达拉部落叛军作战时阵亡，由阿布-贝克尔继任军事领袖。三年后，阿卜杜拉在和巴尔加瓦塔部落的战争中阵亡，阿布-贝克尔成为穆拉比特运动唯一的最高领袖。他是一名出色的军事指挥官，在1057年征服了肥沃的苏斯地区，攻占其首府阿格马特，又平息了撒哈拉沙漠一带的多场叛乱。在平叛期间，他任命表兄优素福代管苏斯地区。依照惯例，他在出征前和妻子宰纳布离婚，还说服宰纳布嫁给优素福。可见阿布-贝克尔颇为信任这位老练而精明的堂兄，也证明优素福已享有极高的声望。因此，握有实权的优素福的地位已经难以撼动，阿布-贝克尔在平叛归来后也打消了收回权力的念头。

## 安达卢斯的危机和求援
1091年，伊比利亚半岛的基督教势力日益强大，卡斯蒂利亚-莱昂国王阿方索六世威胁着阿巴德王朝在塞维利亚的统治。在伍麦叶王朝瓦解以后，伊比利亚半岛的伊斯兰王朝便四分五裂，各地由独立的泰法领主掌控。塞维利亚的末代君主穆耳台米德尽管也曾发动过数次领土扩张，但其军事实力仍然难以和阿方索六世匹敌。阿方索六世在1085年攻占托莱多，强迫格拉纳达和塞维利亚等地的穆斯林王公缴纳贡金——这无疑是在危害穆斯林泰法的经济的同时，充实基督徒王国的国库。穆耳台米德决定向优素福的穆拉比特王朝求援。其子拉希德最初抗拒，穆耳台米德的回应后来成为名言：“我不希望在我的子孙后代口中背负着让安达卢斯沦为异教徒猎物的骂名，我不希望在每个穆斯林的讲坛上都遭侮辱。我宁愿做非洲的驼夫，也不愿做卡斯蒂利亚的猪倌。”

## 军事成就

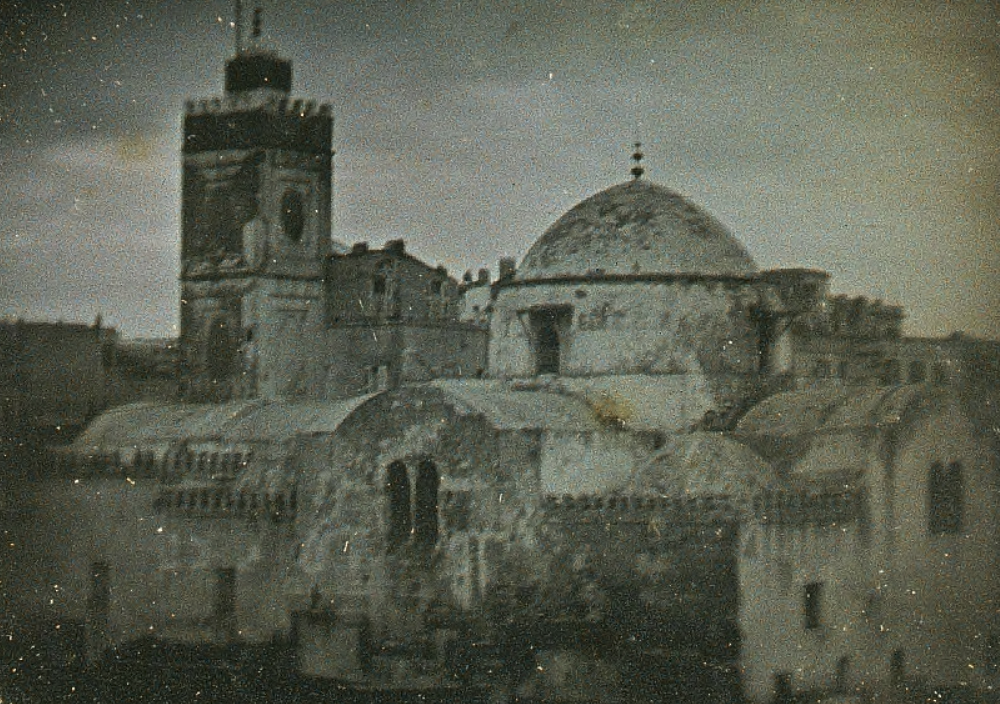
优素福在11世纪于阿尔及尔建造的大清真寺，摄于1840年

握有大权的优素福展现出非凡的军事才能和谋略，其强大军队集结了戈达拉、拉姆图纳和马苏法（Masufa）的部落民，以及非洲军团和基督教佣兵。他扩张了穆拉比特王朝的疆土，穿越阿特拉斯山脉抵达摩洛哥北部的平原，在1075年攻克非斯，1079年攻克丹吉尔，1080年占领特莱姆森，1083年攻占休达，并在1082年至1083年占领了阿尔及尔、特内斯和瓦赫兰。他也是摩洛哥名城马拉喀什的建立者之一。阿布-贝克尔在1070年选址动工，最终由优素福收尾竣工，并迁都至此。1087年，阿布-贝克尔在撒哈拉沙漠中毒箭而丧命，而彼时优素福已经进军安达卢斯，并在萨拉卡战役中击败了基督徒。他的部队包含15,000人，手持标枪和匕首，绝大多数士兵携带着盾牌和两把剑，穿着优质皮毛制成的胸甲，还伴有鼓舞士气的鼓手。优素福的骑兵部队据称包含6,000名来自塞内加尔的突击兵，皆骑乘白色的阿拉伯马；骆驼兵也投入战场。1086年10月23日，这支穆拉比特大军和10,000名安达卢斯士兵一同击败了彼时基督徒所能募集的规模最大的部队，径直令收复失地运动告一段落。
然而，优素福的储君意外身亡，他只好迅速率兵返回非洲。1090年，再度回归的优素福发现当地的穆斯林泰法皆武备废弛、无心作战。优素福和巴格达的阿拔斯哈里发沟通，希望取缔当地早已不合教义的腐朽王公，得到了哈里发的支持。于是他以“传播正义、抗击不公、废止非法税赋”的名义，取缔了泰法王公，令安达卢斯处于穆拉比特王朝的直接统治之下。塞维利亚、巴达霍斯、阿尔梅里亚和格拉纳达的王公早已习惯了奢侈的欧式贵族生活，不仅向基督徒缴纳贡金、放任当地犹太人攫取权力，还向平民征收重税，以此维系其奢靡生活。优素福在1090年将格拉纳达和马拉加的埃米尔流放至阿格马特，一年后塞维利亚的穆耳台米德也遭到流放。优素福由此控制了伊比利亚半岛的穆斯林领地，除萨拉戈萨外悉数并吞。他自称“穆斯林的埃米尔”，自视哈里发的忠实仆人，在实际上已相当于穆斯林世界西部的真正“哈里发”，军事实力也达到穆拉比特王朝历史上的巅峰。
在优素福的大军中，桑哈贾的柏柏尔部落士兵处在最高阶层。安达卢斯基督徒和非洲异教徒组成了优素福的私人卫队（diwan al-gund），还包括2,000名黑人骑兵，除充当卫队外，还需要登记全军人员，确保其薪金能顺利发放。穆拉比特王朝的占领军以骑兵为主，至少有20,000人，7,000人驻扎在塞维利亚，格拉纳达和科尔多瓦各驻扎1,000人，5,000人部署在卡斯蒂利亚边境，4,000人部署在西部地区。如此庞大的骑兵部队，再加上萨拉卡战役之后留下的驻军，令当地王公很难反制。步兵装备弓箭、佩剑、长柄枪和标枪，穿着皮革胸甲，手持铁制盾牌。在试图收复穆尔西亚王国此前由基督徒占领的要塞城镇阿莱多（Aledo）时，优素福的军队据称使用了投石机，还有其标志性的鼓手助阵。优素福还在加的斯、阿尔梅里亚等地中海沿岸地区建立海军基地。阿尔梅里亚总督邁蒙尼德的麾下有一支舰队供他指挥。加尼亚家族在巴利阿里群島的舰队曾在12世纪支配地中海西部。

## 进攻巴伦西亚

穆拉比特王朝（图中绿色）在优素福统治期间达到最大疆域

穆拉比特王朝仅仅是制止了基督徒的扩张，而未能策动大规模反攻。不过优素福的确派军进攻了巴伦西亚。这座城市同时包含有基督徒和穆斯林，双方分治，但孱弱的穆斯林埃米尔常年向基督徒进贡。巴伦西亚也是著名的英雄熙德的驻地，因此是穆拉比特王朝在伊比利亚的眼中钉。阿布-贝克尔·本·易卜拉欣·本·塔什芬（Abu Bakr ibn Ibrahim ibn Tashfin）和优素福的侄子阿布-阿卜杜拉·穆罕默德（Abu 'Abdullah Muhammad）在和熙德的对抗中先后落败。优素福随后派阿布-哈桑·阿里·哈吉（Abu'l-Hasan 'Ali al-Hajj）出兵，也遭到失败。1097年，优素福第四次亲自出征安达卢斯。他意图进攻托莱多，从而吸引巴伦西亚守军的注意力。1097年，穆拉比特军队在战斗中将熙德之子杀害。
当时的穆尔西亚总督、优素福之子穆罕默德·本·艾沙成功在阿尔西拉击败了熙德的部队。尽管仍未攻陷巴伦西亚，优素福却已满意于战果而率军返回马拉喀什。他在1099年再度回归，意图进攻安达卢斯东部。熙德在1099年去世，其妻希梅娜接管巴伦西亚。1100年年底，优素福派名将马兹达利·本·蒂兰坎进军巴伦西亚。经过七个月的围攻，巴伦西亚的守军最终被迫撤退，临走前烧毁了当地的大清真寺。优素福得以征服巴伦西亚，彻底支配安达卢斯东部。在西班牙史诗《熙德之歌》中也对这段历史有所描写。

## 后世影响
优素福在1106年于马拉喀什逝世。其子阿里·本·优素福即位。1119年，安达卢斯人在科尔多瓦发动起义。基督徒的势力也在优素福死后有所壮大；南部的穆瓦希德王朝威胁着穆拉比特王朝的南部疆界。之后的君主易卜拉欣·本·塔什芬和伊沙克·本·阿里未能挽救王朝颓势，葬送了优素福一手缔造的北非霸权。
优素福的统治和征服体现其智慧和精明，且懂得把握时机。优素福更适应崎岖的北非沙漠，对安达卢斯奢华的宫廷毫无兴趣。
中世纪的阿拉伯学者曾记载其身材样貌，优素福为中等身材，棕色皮肤，胡须较少，嗓音温柔，言谈高雅。瞳孔呈黑色，鹰钩鼻子，双耳肥大。头发卷曲，双眉相连。

### 流行文化
- 1961年电影《熙德（英语：El Cid (film)）》中的角色“本·优素福”（Ben Yussuf）即是指优素福，由赫伯特·洛姆（英语：Herbert Lom）饰演。
- 电子游戏的剧情战役“熙德”章节中，优素福以反派出现。游戏中称他常年蒙面，“从未露出面庞”。
- 纳西姆·希贾齐（Nasim Hijazi）著有一部以优素福为主角的乌尔都语小说《优素福·本·塔什芬》（Yusuf bin Tashfeen）。
- 巴基斯坦电视公司于1995年制作了一部以优素福为主角的电视连续剧《普卡尔》（Pukaar），剧中还出现了阿方索六世、宰纳布（优素福之妻）、阿里（优素福之子）等角色。
- 西班牙2003年上映的动画电影《熙德：传奇（英语：El Cid: The Legend）》中，优素福是主要反派角色。电影将他刻画成一个邪恶而残忍的角色。

### 书目
- Richard Fletcher, Moorish Spain, (University of California Press, 1992)
- Ibn Idhari, Al-bayan al-mughrib Part III, annotated Spanish translation by A. Huici Miranda, Valencia, 1963.
- N. Levtzion & J.F.P. Hopkins, Corpus of early Arabic sources for West African history, Cambridge University Press, 1981, ISBN 0-521-22422-5 (reprint: Markus Wiener, Princeton, 2000, ISBN 1-55876-241-8). Contains English translations of extracts from medieval works dealing with the Almoravids; the selections cover some (but not all) of the information above.
- E. A. Freeman, History and Conquests of the Saracens, (Oxford, 1856)
- Codera, Decadencia y desaparición de los Almorávides en España (1889)
- H. R. Idris, Regierung und Verwaltung des vorderen Orients in islamischer Zeit, (Brill Academic Publishers, 1997)

| 前任： 阿布-贝克尔·本·奥马尔 | 穆拉比特王朝 1061–1106 | 繼任： 阿里·本·优素福 |